# Edward L. Shaughnessy
Edward L. Shaughnessy (29 de julio de 1952) es un experto en historia china temprana y titular de la cátedra Lorraine J. y Herrlee G. Creel en la Universidad de Chicago.
Tras recibir su licenciatura de la Universidad de Notre Dame y sus grados de maestría y doctorado de la Universidad de Stanford, se incorporó al cuerpo docente de la Universidad de Chicago en 1984.

## Obras seleccionadas

### Libros
- I Ching: the Classic of Changes translated with an introduction and commentary: the first English translation of the newly discovered second century BC Mawangdui texts. New York: Ballantyne Books, 1997, ISBN 0-345-36243-8
- The Cambridge History of Ancient China, Cambridge University Press, 1999, ISBN 978-0-521-47030-8
- China: Empire and Civilization, Oxford University Press, 2005, ISBN 0-19-518287-1
- Rewriting Early Chinese Texts, NY Press, 2006

### Monografías
- Chinese Wisdom: Sayings from the Classical Masters. Londres: Duncan Baird Publishers, 2010
- Yuanfang zhi shi xi: Gudai Zhongguo jingxuanji 遠方之時習：古代中國精選集 (Oportunas prácticas de partes distantes: Selecciones de China temprana), editor. Shanghái: Shanghai Guji chubanshe, 2008.
- Rewriting Early Chinese Texts. Albany, NY: SUNY Press, 2006.
- Ancient China: Life, Myth and Art. Londres: Duncan Baird Publishers, 2005. Traducción al polaco.
  - Chiny: Życie, Legendy I Sztuka. Warzawa:`` National Geographic Society, 2005; (en francés)
    - La Chine ancienne: Vie, art et mythes, tr. Emmanuel Pailler. Paris: Gründ,

  - 2005; Traducción española La Antigua China: Vida, Mitología y Arte. Madrid: Ediciones Jaguar, 2005
  - Traducción al portugués: Antiga China. Lisboa: Edição Única, 2005.
- Gu shi yi guan 古史異觀 (Una visión diferente de la historia antigua). Shanghái: Shanghai Guji chubanshe, 2005.
- China: Land of the Heavenly Dragon, editor general. Londres: Duncan Baird Publishers, 2000. 
  - Edición norteamericana: China: Empire and Civilization. New York: Oxford University Press, 
    - 2000. Traducido al francés, alemán, polaco, ruso, checo, estonio, danés y eslovaco.

### Artículos
- "Xing’ yu ‘Xiang’: Jian lun zhanbu he shige de guanxi ji qi dui Shi jing he Zhou Yi de xingcheng zhi yingxiang" “興”與“象”: 簡論占卜和詩歌的關係及其對《詩經》 和《周易》的形成之影響 ('Despertar' y 'Imagen': una simple discusión de la relación entre la adivinación y la canción y su influencia en la formación del clásico de la poesía y los cambios de Zhou), Luojia jiangtan 珞珈講壇 (Luojia Forum) 6 (2011): 71-89.
- "Fuyang Han jian Zhou Yi jiance xingzhi ji shuxie geshi zhi lice" 阜陽漢簡《周易》簡册形制及書寫格式之蠡測 (Estimación de la naturaleza y la forma escrita de las tiras de bambú de cambios Fuyang Zhou) , Jianbo 簡帛 (Bambú y Seda) 6 (2011): próximamente.
- "Cong Zuoce Wu he zai kan Zhou Mu Wang zai wei nianshu ji niandai wenti" 從作冊吳盉再看周穆王在位年數及年代問題 (Desde Zuoce Wu que mira una vez más la longitud del reinado y las fechas del rey Mu de Zhou), en Zhu Fenghan 朱鳳瀚 ed., Xinchu jinwen yu Xi Zhou lishi 新出金文與西周歷史 (Recién aparecen inscripciones de bronce y la historia de Zhou occidental) (Shanghái: Shanghai Guji chubanshe, 2011), pp. 71-78
- "Historia e inscripciones, China," en The Oxford History of Historical Writing, Volume 1: Beginnings to AD 600, General Editor Daniel Woolf, Volume Editors Andrew Feldherr and Grant Hardy (Oxford: Oxford University Press, 2011), pp. 371-93. (en inglés)
- "Of Riddles and Recoveries: The Bamboo Annals, Ancient Chronology, and the Work of David Nivison." Journal of Chinese Studies 52 (2011): 269-90. (en inglés)
- "Zhou Yi ‘Yuan heng li zhen’ xin jie: Jianlun Zhou dai xi zhen xiguan yu Zhou Yi gua yao ci de xingcheng"《周易》“元亨利貞”新解——兼論周代習貞習慣與《周易》卦爻辭的形成 (Una nueva explicación de la frase “Yuan heng li zhen” en los cambios Zhou : Junto con la discusión acerca de la práctica repetitiva de la adivinación en el Periodo Zhou y la formación de las afirmaciones del hexagrama y la línea de los cambios de Zhou), Zhou Yi yanjiu 周易研究 (Studies of the Zhou Changes) 2010.5: 3-15.. (en inglés)